# Sensorische integratie
Sensorische integratie (ook wel sensomotorische integratie of multisensorische integratie genoemd) is het vermogen van het centrale zenuwstelsel om informatie afkomstig van verschillende zintuigen (zicht, gehoor, gevoel, reuk, smaak en evenwicht) te integreren. Een samenhangende representatie van prikkels die worden opgevangen door verschillende zintuigen zorgt ervoor dat een organisme zich een wezenlijk beeld kan vormen van zijn omgeving. Multisensorische integratie is de sleutel voor een organisme om zich aan te kunnen passen aan de omgeving, want het staat hem toe de wereld om hem heen te zien als een samenhangend geheel. Multisensorische integratie gaat ook over de manier waarop verschillende zintuigen samenwerken en elkaar beïnvloeden.

## Inleiding
Multimodale perceptie is de wetenschappelijke term voor het vermogen van mensen om samenhangende, betekenisvolle en betrouwbare waarnemingen te vormen door het verwerken van sensorische stimuli vanuit verschillende zintuigen. Het brein moet de verschillende sensorische prikkels categoriseren die het ontvangt van objecten of gebeurtenissen uit de wereld om hem heen. Het zenuwstelsel is er dus verantwoordelijk voor om bepaalde groepen van tijdelijke samenvallende sensorische signalen aan elkaar te koppelen of van elkaar te scheiden, een beslissing die wordt gemaakt gebaseerd op de mate waarin de signalen ruimtelijke en structurele congruentie vertonen. Multimodale perceptie is veel bestudeerd in de cognitiewetenschap, gedragswetenschap en neurowetenschap.

## Geschiedenis
Onderzoek naar het verwerken van sensorische informatie bij mensen en dieren richt zich gewoonlijk op één zintuig, en tot op de dag van vandaag worden door veel academische instellingen de sensorische modaliteiten afzonderlijk van elkaar onderzocht. ('onderzoek naar zicht', 'onderzoek naar het gehoor'.) Toch is er tegelijkertijd ook onderzoek verricht naar multisensorische integratie.
Een voorbeeld is het onderzoek van George M. Stratton in 1896. Hij droeg een lenzensysteem dat zijn visuele beeld ondersteboven keerde om het effect daarvan op zijn zintuigen te onderzoeken. Multisensorische interacties of modaliteit overschrijdende effecten waarbij de interpretatie van een stimulus wordt beïnvloed door de aanwezigheid van een ander soort stimulus worden al sinds langer onderzocht. Het werd besproken door Hartmann in zijn fundamentele boek waarin hij verschillende soorten multisensorische interacties beschrijft en verwijst naar het werk van Urbantschitsch in 1888, die sprak over proefpersonen met hersenbeschadiging die scherper ging zien door het stimuleren van het gehoor. Dit werd later ook vastgesteld in onderzoeken door Krakov en Hartmann, en ook dat het zicht verbeterd kon worden door andere soorten stimuli. Ook een noemenswaardig onderzoek naar multisensorische integratie is het werk van Justo Gonzalo Rodríguez-Leal (1910-1986) in de jaren veertig naar een multisensorisch syndroom bij patiënten met beschadigingen aan de pariëtale en occipitale kwabben. Bij dit syndroom zijn alle sensorische functies aangedaan, symmetrisch en aan beide zijden, ondanks het feit dat de beschadiging zich aan één kant in niet-primair gebied bevindt.
Onlangs is er veel meer aandacht gekomen voor multisensorisch onderzoek.

## Stimuli en sensorische modaliteiten
Een stimulus heeft vier kenmerken: modaliteit, locatie, intensiteit en tijdsduur. In de neocortex van het zoogdierenbrein liggen gebieden die zijn toegespitst op het verwerken van informatie van één sensorische modaliteit, bijvoorbeeld de primaire visuele schors (V1) of de primaire somatosensibele schors (S1). Deze gebieden houden zich bezig met minder op de voorgrond staande kenmerken van de stimulus zoals helderheid, plaats en intensiteit. Deze gebieden hebben uitgebreide verbindingen met elkaar en met associatiegebieden van een hogere orde die de stimulus verder verwerken en waarvan ook wordt geloofd dat ze de informatie van verschillende sensorische modaliteiten integreren. Toch is er recentelijk aangetoond dat ook in de primaire sensorische gebieden integratie plaatsvindt.

## Bindingprobleem
Het bindingprobleem is de onbeantwoorde vraag hoe zoogdieren (in het bijzonder hogere primaten) een samenhangende indruk vormen van hun omgeving en de kakofonie van magnetische golven, chemische reacties en drukveranderingen die de basis vormen van de zichtbare wereld om ons heen. Het antwoord zal mogelijk gevonden worden in onderzoek naar multisensorische perceptie. Het bindingprobleem werd voor het eerst onderzocht in het visuele domein (kleur, beweging, diepte en vorm), daarna in het auditieve domein en recentelijk in multisensorische gebieden. Het kan gesteld worden dat het bindingprobleem centraal staat bij onderzoek naar multisensorische perceptie.
Toch heeft de vraag hoe samenhangende waarnemingen tot stand komen niet al de aandacht in het onderzoek naar multisensorische integratie. Het is duidelijk belangrijk dat er interactie plaatsvindt tussen de zintuigen om de interactie tussen mensen en hun omgeving zo efficiënt mogelijk te laten verlopen. Gelijktijdige stimulering van verschillende sensorische modaliteiten kan de waarneming en het gedrag pas ten goede komen wanneer de informatie van de verschillende modaliteiten geïntegreerd wordt. Waarneming wordt vaak gedefinieerd als 'bewuste ervaringen', en die definitie omvat de input van alle betrokken zintuigen en voorkennis. Waarneming wordt ook gedefinieerd als kenmerkdetectie, wat enkele honderden milliseconden voor de bewustwording plaatsvindt. Ondanks het bestaan van de Gestaltpsychologie die een holistische benadering over de werking van het brein verdedigt, is er nog veel te weinig onderzoek verricht naar de onderliggende fysiologische processen van waarnemingen en bewuste ervaringen. Niettemin wordt er steeds meer neurowetenschappelijk onderzoek verricht, waardoor ons begrip blijft groeien over de vele details van het brein en de neurologische structuren die betrokken zijn bij multisensorische integratie zoals de colliculus superior en verschillende schorsstructuren zoals de gyrus temporalis superior en visuele en auditieve associatiegebieden. Er is veel bekend over de structuur en functie van de colliculus superior, maar naar de cortex en de relatie tussen de verschillende onderdelen wordt tegenwoordig nog veel onderzoek gedaan. Tegelijkertijd heeft de nieuwe aandacht voor integratie gezorgd voor onderzoek naar perceptuele verschijnselen zoals het buikspreekeffect, snelle lokalisatie van stimuli en het mcgurk-effect, wat heeft geleidt tot een groter begrip van het menselijk brein en zijn functies.